# Josyp Fołys
Josyp Fołys (ur. 28 października 1862 w Kropiwniku Nowym, zm. 9 października 1917 w Wiedniu) — ukraiński działacz społeczny i polityczny, ksiądz greckokatolicki, mecenas.
Proboszcz wsi Skniłów, obecnie w granicach Lwowa. Od 1907 był posłem do parlamentu austriackiego, członek Komitetu Ludowego. Swój majątek zapisał na rozwój ukraińskiego ruchu narodowego.